# Can Vinader (Castelldefels)
Can Vinader és una obra del municipi de Castelldefels (Baix Llobregat) inclosa en l'Inventari del Patrimoni Arquitectònic de Catalunya.

## Descripció
Antiga masia que ha estat bastant reformada per habilitar-la com a indústria. És de planta rectangular i coberta a dues vessants. Destaquen com a elements originaris la porta de marès vermella, adovellada i d'arc de mig punt, que està coronada per una finestra amb brancals i llinda d'una sola peça treballada. Les finestres situades a banda i banda d'aquesta sembla que anteriorment eren espitlleres. L'arc de marès vermella, que forma part de la porta de la tanca que l'envolta, prové de l'interior de l'edifici.

## Història
Sembla una construcció del segle xvi o anterior, que dona nom al turó que hi ha darrere seu. Està documentada en el fogatge del 1553 on consta el nom de "Vídua Vinadera". Després d'haver estat enrunada molt de temps, va ser rehabilitada i passà a ser seu de l'empresa de jardineria "Jarfels, S.A.".